# Ревенко, Валериан
Валериан Ревенко (рум. Valerian Revenco; 1 декабря 1939, Бельцы, Бессарабия в составе Румынии — 7 марта 2016, Кишинёв, Республика Молдова) — молдавский политический и государственный деятель, министр труда и социальной защиты Республики Молдова (1999—2005), министр здравоохранения и социальной защиты Республики Молодова (2005).

## Биография
В 1962 г. окончил Кишиневский медицинский институт по специальности «врач-педиатр». До поступления в институт некоторое время работал фельдшером Кишиневской психиатрической больницы N1. По окончании института работал в медицинских учреждениях Молдовы: с 1962 г. — врач-педиатр в с. Пелиния Рышканского района, с 1965 г. — педиатром в г. Бельцы,
С 1967 г. работал в центральном аппарате Министерства здравоохранения Молдавской ССР, до 1971 г. занимал должность заместителя начальника отдела кадров и учебных заведений.
- 1971—1976 гг. — председатель республиканского комитета профсоюза работников здравоохранения,
- 1976—1987 гг. — начальник отдела здравоохранения Кишинёвского городского исполнительного комитета,
- 1987—1992 гг. — начальник управления социального обеспечения и защиты труда Совета профсоюзов Молдавской ССР,
- 1992—1999 гг. — заместитель, первый заместитель министра и первым труда и социальной защиты Республики Молдова.

С 1999 по 2005 г. — министр труда и социальной защиты, с апреля по ноябрь 2005 г. — министр здравоохранения и социальной защиты Республики Молдова.

## Награды и звания
Награжден Орденом Республики (2005) и орденом «Трудовая слава».